# Sarcotragus
Sarcotragus é um gênero de esponja marinha da família Irciniidae.

## Espécies
- Sarcotragus aliger (Burton, 1928)
- Sarcotragus australis (Lendenfeld, 1888)
- Sarcotragus coreanus (Sim & Lee, 2002)
- Sarcotragus fasciculatus (Pallas, 1766)
- Sarcotragus foetidus Schmidt, 1862
- Sarcotragus gapaensis Sim & Lee, 2000
- Sarcotragus maraensis Sim & Lee, 2000
- Sarcotragus myrobalanus (Lamarck, 1814)
- Sarcotragus pipetta (Schmidt, 1868)
- Sarcotragus spinosulus Schmidt, 1862
- Sarcotragus tuberculatus (Poléjaeff, 1884)